# Tiếng Rusyn
Tiếng Rusyn (tiếng Rusyn Carpathia: русиньскый язык (rusîn'skyj jazyk), русиньска бесїда (rusîn'ska bes'ida); tiếng Rusyn Pannonia: руски язик (ruski jazik), руска бешеда ruska bešeda còn được gọi trong tiếng Anh là Ruthene (đôi khi là Ruthenia), là một ngôn ngữ Đông Slav được nói bởi người Rusyn ở Đông Âu.

## Phân loại
Có một số lý thuyết tranh luận về bản chất của tiếng Rusyn là một ngôn ngữ hay phương ngữ. Giới nghiên cứu Séc, Slovak và Hungary cũng như Mỹ và một số nhà ngôn ngữ học Ba Lan và Serbia coi nó là một ngôn ngữ riêng biệt (với mã ISO 639-3 riêng), trong khi các học giả khác (đặc biệt là ở Ukraina và cả Ba Lan, Serbia và Romania) coi nó là một phương ngữ Tây Nam của tiếng Ukraina.

## Phân bố địa lý
Tiếng Rusyn Pannonia được nói ở Vojvodina ở Serbia và một phần của Croatia.
Tiếng Rusyn Carpathia được nói ở:
- Vùng Transcarpathian của Ukraina
- Đông bắc Slovakia
- Ba Lan (từng hiện diện ở đông nam, nhưng bây giờ chủ yếu nằm rải rác ở mạn bắc và mạn tây[17]). Dạng tiếng Rusyn ở Ba Lan thường được gọi là Lemko лемківскій язык lemkivskij jazyk[13] sau từ đặc trưng лем (lem) có nghĩa là "chỉ", "nhưng" và "giống"
- Hungary (nơi người nói và ngôn ngữ được gọi là Ruszin trong tiếng Hungary)
- Miền bắc Maramureș, Romania, nơi người nói được gọi là Ruteni và ngôn ngữ là Ruteană trong tiếng Rumani.

## Tình trạng
Serbia đã công nhận tiếng Rusyn, chính xác hơn là tiếng Rusyn Pannonia, là một ngôn ngữ thiểu số chính thức. Từ năm 1995, tiếng Rusyn được công nhận là một ngôn ngữ thiểu số ở Slovakia, được hưởng vị thế của một ngôn ngữ chính thức tại các đô thị nơi có hơn 20 phần trăm cư dân nói tiếng Rusyn.
Tiếng Rusyn được liệt kê là ngôn ngữ được bảo vệ bởi Hiến chương châu Âu về ngôn ngữ thiểu số và khu vực ở Slovakia, Serbia, Croatia và Romania.